# 청주 문산리 돌다리
청주 문산리 돌다리(淸州 文山里 石橋)는 충청북도 청주시 상당구 문의면, 문의 문화재 단지에 있는 돌다리이다. 2003년 4월 11일 충청북도의 유형문화재 제222호로 지정되었다.

## 개요
청원 문산리석교는 원래 대청댐 수몰전에는 문의초등학교 정문에서 남쪽으로 100m 전방에 있던 것인데 1980년 대청댐 건설로 문의면 미천리에 문산관과 함께 이전하였다가 2002년 3월 문의문화재단지로 재이전하였다.
이 석교에 대한 문헌은 조선 헌종 초기에 편찬된 「충청도읍지(忠淸道邑誌)」에 처음으로 나온다. 축조시기는 고려시대로 추정되는데 교각내에 을묘이월(乙卯二月)이라는 각자가 남아 있다.
교각 상판은 2.5m×0.3∼0.9m 규모의 화강석과 청석으로 이루어져 있는데 총 10개이며, 석주는 1.3m의 화강석으로 이루어져 있다. 상판의 장대석(長臺石)은 장축을 남북으로 하여 2매씩 연결하여 놓고 동서로 5매씩 연접하여 마루식으로 만들었다. 남북 장축 중간에 동서로 교각이 받치고 있으며, 석재의 크기는 일정치 않다. 또한 석재(石材)는 거친 다듬하였으며, 석주(石柱)를 갖춘 시렁교이다.
이 석교는 역사도 오래되었을 뿐만 아니라 충청북도 내에서도 옥천청석교, 진천농교, 청주 남석교(南石橋)와 함께 몇 기 남아 있지 않은 귀중한 석교이다.
석교의 구조는 하부에 석주를 세우지 않고 통돌을 사용하여 교각의 역할을 하고, 멍에석을 가구하고 상부에 넓은 석판재로 덮어 마감하였다. 특히 청주 남석교보다 훨씬 고식기법을 사용하였으며 형태는 매우 안정되어 보이고 구조적 균형감이 잡혀 있어 문화재로 충분한 가치가 있다.

## 명칭 변경
원래 이름은 '청원 문산리 돌다리'였으나, 2014년 7월 1일 청주시 행정구역 변경에 따라 현재의 문화재 명칭으로 변경되었다

## 참고 자료
- 청주 문산리 돌다리 - 국가유산청 국가유산포털